# Luxiaria pratti
Luxiaria pratti är en fjärilsart som beskrevs av Louis Beethoven Prout 1925. Luxiaria pratti ingår i släktet Luxiaria och familjen mätare. Inga underarter finns listade i Catalogue of Life.